# Utica (Nova Iorque)
Utica é uma cidade localizada no estado americano de Nova Iorque, no Condado de Oneida. Foi incorporada como cidade em 13 de fevereiro de 1832.

## Geografia
De acordo com o United States Census Bureau, a cidade tem uma área de 44 km², onde 43 km² estão cobertos por terra e 1 km² por água.

## Demografia
Segundo o censo nacional de 2010, a sua população é de 62 235 habitantes e sua densidade populacional é de 1 397,36 hab/km².

## Educação
O SUNY Polytechnic Institute, localizado em um campus de 850 acres entre North Utica e Marcy, tem cerca de 2.000 alunos e é uma das oito faculdades tecnológicas da State University of New York e 14 universidades que concedem doutorado. Com mais de 7.000 alunos, a Mohawk Valley Community Institution é a maior faculdade entre Syracuse e Albany, e um campus do Empire State College atende Utica e Roma.